# Ziarat
Ziarat (in urdu زیارت) è una città del Pakistan, situata nella provincia del Belucistan.